# Galactophora angustifolia
Galactophora angustifolia är en oleanderväxtart som beskrevs av J.F.Morales. Galactophora angustifolia ingår i släktet Galactophora och familjen oleanderväxter. Inga underarter finns listade i Catalogue of Life.